# アルソリ
アルソリ（伊: Arsoli）は、イタリア共和国ラツィオ州ローマ県にある、人口約1,400人の基礎自治体（コムーネ）。
記録の裏付けのあるこの地域の最も古い市場のひとつに聖バルトロメオの日にコムーネで開かれる市場がある。

## 地理

### 位置・広がり
ローマ県東部のコムーネで、アブルッツォ州ラクイラ県と境界を接する。ティヴォリから北東へ約20km、アヴェッツァーノから西へ約34km、ラクイラから南西へ約47km、ローマ中心部から東北東へ約48kmの距離にある。

#### 隣接コムーネ
隣接するコムーネは以下の通り。括弧内のAQはラクイラ県所属を示す。
- リオフレッド - 北
- オリーコラ (AQ) - 東
- ロッカ・ディ・ボッテ (AQ) - 東
- チェルヴァーラ・ディ・ローマ - 南東
- マラーノ・エークオ - 南
- ロヴィアーノ - 南西

### 気候分類・地震分類
アルソリにおけるイタリアの気候分類 (it) および度日は、zona E, 2199 GGである。
また、イタリアの地震リスク階級 (it) では、zona 2B (sismicità media) に分類される。

## 行政

### 山岳部共同体
広域行政組織である山岳部共同体「アニェーネ山岳部共同体」 (it:Comunità montana dell'Aniene) （事務所所在地: アーゴスタ）に属する。

## 姉妹都市
- Blagaj、ボスニア・ヘルツェゴビナ
- モスタル (it) 、ボスニア・ヘルツェゴビナ

## 交通

### 道路
町域をアウトストラーダ A24が通過するが、出入口はない。
国道・主要道路
- SR5 (it:Strada statale 5 Via Tiburtina Valeria) 
〔ローマ - ティヴォリ〕 - アルソリ - 〔アヴェッツァーノ - ペスカーラ〕

### 鉄道
トレニタリア (FS)
- ローマ＝スルモーナ＝ペスカーラ線 (it:Ferrovia Roma-Sulmona-Pescara) 
アルソリ駅 (it:Stazione di Arsoli)